# Бродалумаб
Бродалумаб (brodalumab) — лекарственный препарат, моноклональное антитело. Одобрен для применения: США (февраль 2017 года).

## Механизм действия
Блокатор рецептора A интерлейкина 17 (IL-17RA).

## Показания
Умеренная или тяжелая форма бляшечного псориаза у пациентов, которым показана фототерапия или системная терапия

## Способ применения
Подкожная инъекция.